# لوسيوس دبليو. بريغز
لوسيوس دبليو. بريغز (بالإنجليزية: Lucius W. Briggs)‏ هو مهندس معماري أمريكي، ولد في 1866 في ورسستر في الولايات المتحدة، وتوفي بنفس المكان في 1940.